# Krutecki Bór
Krutecki Bór – osada leśna w Polsce położona w województwie wielkopolskim, w powiecie czarnkowsko-trzcianeckim, w gminie Lubasz.

## Zobacz
- Krucz